# Viltige maggizwam
De viltige maggizwam (Lactarius helvus) is een schimmel behorend tot de familie Russulaceae. Hij vormt ectomycorrhiza met dennen (Pinus), de douglasspar (Pseudotsuga menziesii) en ook wel berken (Betula) en de kruipwilg (Salix repens). Hij komt vaak voor in grote groepen in naald- en gemengde bossen, berkebroekbossen en duinstruwelen met kruipwilg, op droge tot vochtige, zure, voedselarme zand- of leemgrond.

## Kenmerken

### Uiterlijke kenmerken
Hoed
De hoed bereikt een diameter van 4 tot 15 cm. Het heeft een vleesbruine tot oranjebruine kleur en is aanvankelijk vlak gebogen, later depressief met een umbo. Het oppervlak van de hoed is fijn vervilt. 
Steel
De steel is tot 10 cm lang en tot 4 cm dik. Het is meestal lichter dan de hoed en, in tegenstelling tot de hoed, glad. 
Lamellen
De lamellen zijn breed aangehecht. Ze zijn aanvankelijk crèmekleurig met een roze gemengde toon, maar worden donkerder naarmate ze groeien. 
Geur en smaak
Het vruchtvlees is wit en stevig, maar breekt heel gemakkelijk. Wanneer jonge vruchtlichamen gewond raken, komt er slechts een kleine hoeveelheid waterhelder melkachtig sap naar buiten; oudere exemplaren produceren helemaal geen melk. Naarmate ze ouder worden, ontwikkelen de vruchtlichamen een intense geur van lavas. De geur wordt ook beschreven als lijkend op fenegriek of selderij.

### Microscopische kenmerken
De sporen zijn elliptisch tot grotendeels elliptisch en gemiddeld 7,0–7,5 µm lang en 5,4–5,8 µm breed. De Q-waarde (quotiënt van sporenlengte en -breedte is 1,2 tot 1,4. Het sporenornament is tussen 0,5 en 1 (1,5) µm hoog en bestaat uit enkele individuele wratten en korte, geribbelde ribben, die met elkaar verbonden zijn tot een min of meer minder compleet, onregelmatig netwerk met vrij kleine mazen. De hilarische vlek is inamyloïde. De basidia zijn cilindrisch, bolvormig of licht geknuppeld en dragen elk vier sterigmata en meten 30-50 × 7,5-11 µm.
De cilindrische tot spoelvormige, 40-70 µm lange en 7-12 µm brede pleurocystidia hebben een stompe punt en zijn vrij talrijk. Bij oudere exemplaren zijn ze vaak gedeeltelijk samengedrukt. De lamellaire randen zijn heterogeen, dus naast de basidia zijn er ook weinig tot talrijke cheilocystidia. De cheilocystidia zijn divers; ze kunnen cilindrisch tot licht knotsvormig zijn en hebben vaak één tot vijf septaten. Dit is een kenmerk dat uniek is onder Europese melkzwammen. Soms zijn de 20-75 µm lange en 7-9 µm brede cheilocystidia samengetrokken bij de septa en soms is de celwand enigszins verdikt.
De pileipellis (hoedhuid) is slechts licht gedifferentieerd en bevindt zich morfologisch tussen een trichoderm en een cutis. Het bestaat uit gedeeltelijk parallelle, maar meestal onregelmatig met elkaar verweven hyfen van 4–12 µm breed, met daartussen individuele lactifera.

## Ecologie
De viltige maggizwam kan worden aangetroffen in sparren- en sparrenbossen, in sparrenbossen, maar ook in sparren-, dennen- en berkenmoerasbossen en in moerassen en veengebieden. Soms wordt hij ook aangetroffen tussen de waardbomen in zure beukenbossen.
Hij houdt van droge tot natte, ondiepe tot diepe, zure grond die extreem weinig alkalisch en voedingsstoffen moet bevatten. Het is niet ongebruikelijk dat de soort voorkomt op gepodzoliseerde bruine en parabruine aarde, podzols en gley. Pseudogley- en veengronden. Het groeit alleen over kalk of basisgesteente als het bedekt is met een dikke laag naaldstrooisel, ruwe humus of schimmel, of in natte depressies bedekt met dichte lagen veenmos. De vruchtlichamen verschijnen tussen juli en eind oktober, vaak midden in veenmos. Het belangrijkste groeiseizoen is de nazomer. Hij is wijdverbreid van de laaglanden tot de bergen.

## Verspreiding
De viltige maggizwam is waargenomen in Noord-Azië (Siberië, Japan, Korea), Noord-Amerika (Verenigde Staten, Canada) en Europa. Het is een gematigde tot noordelijke soort. In Zuid-Europa komt de villtige maggizwam waarschijnlijk alleen in de bergen voor. In West-Europa is de schimmel wijdverbreid, van Frankrijk, over de Benelux-landen tot in Groot-Brittannië en Ierland. De soort is zeldzaam in Ierland en vrij algemeen in Schotland. De schimmel komt voor in heel Centraal-Europa en is hier wijdverspreid. In het oosten en noordoosten komt de paddenstoel voor tot in Rusland en in het noorden in heel Fennoscandinavië. De schimmel komt veel voor in Oost- en Noord-Europa, maar ontbreekt in het hoge noorden.
In Nederland komt de viltige maggizwam algemeen voor. Hij staat niet op de rode lijst en is niet bedreigd.